# GPSies.com
GPSies.com war von 2006 bis 2019 eine Online-Sportcommunity rund um Outdoor- und GPS-Strecken. Das US-amerikanische Unternehmen AllTrails übernahm 2019 Mitglieder und vorhandene Daten in seine eigene Datenbank und der Dienst GPSies.com wurde eingestellt.

## Status vor dem Verkauf
Mit über 4.800.000 Touren, die im Browser auf den Online-Karten dargestellt und heruntergeladen werden konnten, und 570.000 registrierten Benutzern (Stand: August 2017) zählte GPSies zu den größten Portalen seiner Art in Europa. Die meisten Streckenarten waren Radtouren (Rennrad und Mountainbike) sowie Laufstrecken und Wanderungen. Zudem waren die Bereiche Motor-, Winter-, Reit- und Wassersport vertreten. Die Benutzer konnten ihre Strecken entweder selbst auf den Online-Karten im Browser einzeichnen oder als GPS-Aufzeichnung importieren. Außerdem gab es einen Dateikonverter, der die unterschiedlichen GPS-Dateiformate automatisch erkannte und in das gewünschte Zielformat (z. B. KML, GPX, NMEA u. a.) umwandelte. Die Funktionen von GPSies waren kostenlos und teilweise auch ohne Anmeldung oder Registrierung verfügbar.

## Geschichte
GPSies wurde im August 2006 als Hobbyprojekt des Softwareentwicklers Klaus Bechtold ins Leben gerufen. Im Rahmen von Weiterentwicklungen unter Zuhilfenahme von Anregungen aus der Community entstanden weitere Funktionen, die an die jeweiligen Sportarten angepasst waren. So wurden zum Beispiel für die Rennrad- und Mountainbikefahrer die Höhenmeter akkumuliert oder für Läufer das Tempo (Pace) dargestellt. Die Kosten zum Betrieb wurden die ersten beiden Jahre privat finanziert, später kam eine Spenden-Aufforderung hinzu. Seit Ende 2008 finanzierte sich der Betrieb zusätzlich durch Online-Vermarktung und Kooperationen.
Die Website wurde gleichzeitig auf Deutsch und Englisch gestartet und stand in über 20 Sprachen zur Verfügung. Die Übersetzungen wurden von der Community selbst vorgenommen. Der Großteil des Traffics und der Strecken kam aus Deutschland, Frankreich, Portugal, Österreich, Italien und der Schweiz.
Das offizielle Geo Developer Blog von Google zählte GPSies zu seinen Favoriten. Im Jahr 2006 war GPSies ein empfohlenes Projekt von Google Code („Featured Projects on Google Code“).
Im Juli 2019 teilte der Betreiber mit, dass die vorhandenen Mitglieder und Touren zum US-amerikanischen Unternehmen AllTrails übergehen werden. Auch ein Teil der Funktionalität sollte übernommen werden.
Ein kostenloser Download der GPX-Daten oder der PDF-Darstellung von eingestellten Strecken ist beim neuen Betreiber nicht möglich.

## Technik
GPSies war eine Jakarta-EE-Anwendung und wurde mittels des Java-Framework Struts entwickelt. Als Ajax-Framework wurde Direct Web Remoting und als JavaScript-Framework Prototype eingesetzt. Weiterhin konnten Strecken direkt bei Twitter veröffentlicht werden. Durch Mehrwerte von YouTube, Wikipedia, Panoramio oder der Einblendung eigener georeferenzierter Bilder von Picasa wurden die Strecken und Karten mit zusätzlichen Informationen angereichert.
Mittels der frei verfügbaren Programmierschnittstelle (API) von GPSies konnten Fremdsysteme (mobile Geräte, Desktop-Software oder Web-Sites) ebenfalls auf die Streckensammlung zugreifen. Die Touren konnten somit beispielsweise mit dem iPhone-, Android-, Windows Mobile oder Blackberry aufgezeichnet und abgerufen werden. Die Software wird teilweise von der Community selbst entwickelt und größtenteils kostenlos angeboten. Auch Desktop-Programme zur Verwaltung- und Bearbeitung von Strecken, wie SportTracks (Windows PC) oder TrailRunner (Apple Mac) waren über die API von GPSies an die Strecken-Datenbank angebunden.
Der Streckeneditor von GPSies erlaubte neben dem manuellen Setzen einzelner Strecken-Punkten bzw. Waypoints auch ein automatisches Routing, das mit der Technologie von GraphHopper realisiert wurde. Als Karten-Grundlage konnte der Benutzer zwischen vielen Darstellungen (Straßen-, Satelliten-, Topografische Karte) auswählen: OpenStreetMap, Google Maps, Nokia Maps. Die Höhendaten zur Strecke wurden in Echtzeit anhand der auf dem GPSies-Server vorgehaltenen SRTM-Daten ermittelt und grafisch dargestellt.
GPSies.com unterstützte mit seinen Strecken die Community von OpenStreetMap (OSM). Die Benutzer konnten ihre eigenen Strecken per Mausklick dem freien Kartenprojekt von OSM zur Verfügung stellen. Im Juli 2019 war GPSies an Platz 6 der Top 50 users for uploads of GPS data von OpenStreetMap.